# جاك تايلور (ممثل)
جاك تايلور (بالإنجليزية: Jack Taylor)‏ هو كاتب سيناريو وممثل أمريكي، ولد في 21 أكتوبر 1936 في الولايات المتحدة.

## أعمال

### أفلام
- (1963) كليوباترا[2][3][4]
- (1982) كونان البربري[5][6]
- (1992) فردوس الأرض 1492[7][8]
- (1999) البوابة التاسعة[9]

## وصلات خارجية
- جاك تايلور على موقع IMDb (الإنجليزية)
- جاك تايلور على موقع ألو سيني (الفرنسية)
- جاك تايلور على موقع أول موفي (الإنجليزية)
- جاك تايلور على موقع قاعدة بيانات الأفلام السويدية (السويدية)
- جاك تايلور على موقع قاعدة بيانات الفيلم (الإنجليزية)
- جاك تايلور على موقع كينوبويسك (الروسية)